# Phyllomyza donisthorpei
Phyllomyza donisthorpei is een vliegensoort uit de familie van de Milichiidae. De wetenschappelijke naam van de soort is voor het eerst geldig gepubliceerd in 1923 door Schmitz. Hij vernoemde de soort naar de Engelse myrmecoloog Horace Donisthorpe (1870-1951), in wiens collectie van mieren het mannelijke holotype werd aangetroffen bij Lasius fuliginosus. Het vrouwelijke holotype werd ook op een nest van Lasius fuliginosus-mieren gekweekt.